# Janet Momsen
Pour les articles homonymes, voir Momsen.
Janet Henshall Momsen, née le 10 décembre 1938, est une géographe britannique et canadienne.

## Biographie
Janet Momsen est spécialiste de géographie du développement. Ses champs d'étude se concentrent principalement sur la relation entre le genre et le développement  et particulièrement sur les relations entre les femmes et l'agriculture. Janet Momsen a par exemple étudié les différences de gestion des semences en fonction du genre. Elle a travaillé sur des populations au Costa Rica, au Mexique, au Ghana, en Chine et au Bangladesh. Elle est connue pour avoir travaillé sur l'importance de développer des indicateurs sexués.

## Parcours professionnel
Janet Momsen obtient son master en Science à l'Université McGill en Économie agricole puis elle décroche son doctorat en Géographie au Kings College et à la London School of Economics and Political Science.
De septembre 1979 à août 1991, elle est maîtresse de conférences en géographie à l'université de Newcastle Upon Tyne .
D'août 1991 à décembre 2008, elle est professeure émérite de l'université de Californie à Davis.
De mai 2008 à décembre 2016, elle est chercheuse au sein du département d'écologie humaine de l'Université d'Oxford .
Janet Momsen a aussi travaillé à l'Institut des Études pour le développement à l'université du Sussex, ainsi qu'à l'université de Leeds, de Calgary, de Rio de Janeiro, du Costa Rica, de Barcelone, de Groningue et de Singapour.
Au-delà de son parcours professoral, elle est également co-éditrice des Routledge Series International Studies of Women and Place. En outre, elle est l'une des fondatrices de l'International Geographical Union Commission on Gender. Elle est aussi administratrice de l'INTRAC : l'ONG International Training and Research Centre.

## Prix et distinctions
- Prix Edward Heath de la Royal Geographical Society, en 2008.
- Prix Janice Monk de l'Association of American Geographers en 2007 pour services rendus à la géographie du genre et au développement[5].

## Publications
- Emily Oakley, Janet Henshall Momsen, « Les liens entre genre, agrobiodiversité et gestion des semences », dans Hélène Guétat-Bernard, Magalie Saussey, Genre et Savoirs : Pratiques et innovations rurales au sud, Marseille, IRD Editions, 2014, 291 p.
- (en) Janet Henshall Momsen, Irén Szörényiné Kukorelli, Judit Timar, Gender at the border : entrepreneurship in rural post-socialist Hungary, Aldershot, Ashgate, 2005, 142 p. (ISBN 0-7546-4291-7)
- (en) Janet Henshall Momsen, Gender and development, New York, Routledge, 2003, 304 p.
- (en) Janet Henshall Momsen, Women and Development in the Third World, Taylor and Francis, 2002, 128 p. (ISBN 0-203-13311-0)
- (en) Janet Henshall Momsen, Gender, migration and domestic service, Routledge, 1999, 314 p.
- (en) Janet Henshall Momsen, Women and Change in the Caribbean, Indiana University Press, 1993, 320 p.
- (en) Janet Henshall Momsen, « Myth or math: the waxing and waning of the female-headed household », Progress in Development Studies, vol. 2, no 2,‎ 2002, p. 145-151